# Piotr Matusiak
Piotr Marian Matusiak – polski dyplomata, urzędnik konsularny.

## Życiorys
Piotr Matusiak jest zawodowo związany z polską służbą zagraniczną. Pracował kolejno w: Konsulacie Generalnym RP we Lwowie jako zastępca działu wizowego, Konsulacie Generalnym RP w Charkowie, Konsulacie Generalnym RP w Łucku. Ok. 2020 został konsulem w Ambasadzie RP w Taszkencie.
W 2022 „za wybitne zasługi w działalności na rzecz bezpieczeństwa i ochrony obywateli polskich i cudzoziemców w akcji ewakuacyjnej w Islamskiej Republice Afganistanu” został odznaczony przez prezydenta RP Krzyżem Kawalerskim Orderu Odrodzenia Polski.